# Tyler Crook
Tyler Crook é um ilustrador e cartunista norte-americano.
Estreou no mundo dos quadrinhos em 2011 com Petrograd, escrito por Philip Gelatt e publicado pela Oni Press. Em 2012 ganhou o Russ Manning Award de artista novato mais promissor. É conhecido por seu trabalho com Mike Mignola e John Arcudi em B.P.R.D.: Hell on Earth e por Harrow County, criado junto de Cullen Bunn.

## Biografia
Tyler Crook começou a desenhar ainda criança. Teve bastante apoio de seus professores e de seus pais, que lhe davam lápis e papéis próprios para desenhos. Após se formar no ensino médio, trabalhou em uma fabricante de roupas infantis aos 18 anos, fazendo estampas. Mas percebeu que não tinha o conhecimento e técnica necessários para o trabalho.  Assim, ele ingressou na California College of Art, em Oakland, na Califórnia, mas só conseguiu pagar por um semestre e foi forçado a abandonar o curso para procurar um emprego.
Trabalhou em vários empregos como designer gráfico e web designer, aproveitando os lugares para aprender e melhorar sua técnica de desenho. Durante 12 anos, Tyler trabalhou na indústria de videogames, onde trabalhou com arte 2D e 3D, em sua maioria em jogos esportivos como GameDay e MLB: The Show. Nesta época, trabalhava em várias etapas do desenvolvimento do jogo, desde o design de interface de usuário até modelagem de ambiente.
Mesmo ocupado na indústria de jogos, ele arriscava desenhar quadrinhos e a fazer seus próprios roteiros. Mas em 2008 ele mostrou seu portfólio para a Oni Press que o convidou a trabalhar com Phil Gelatt na confecção de Petrograd. Isso também o levou a conhecer Cullen Bunn e Brian Hurtt, que gostaram de seu trabalho e o convidaram a fazer alguns trabalhos em The Sixth Gun. 
Em 2010, Crook conheceu Mike Mignola na Convenção de Quadrinhos da Califórnia, que se interessou imediatamente em seu trabalho. Quando Guy Davis se afastou do projeto de B.P.R.D., Mignola sugeriu o nome de Crook para ocupar o lugar para John Arcudi. Crook trabalhou em B.P.R.D.: Hell on Earth até 2014 quando deixou o projeto para começar Harrow County com Cullen Bunn.
Harrow County foi bem recebido por crítica e público e aparece em várias listas de melhores quadrinhos de horror.

### Oni Press
- Petrograd (Graphic novel, escrita por Philip Gelatt, agosto de 2011)
- The Sixth Gun (criada por Cullen Bunn e Brian Hurtt)
  - The Sixth Gun #14 (escrita por Cullen Bunn, agosto 2011)
  - The Sixth Gun #23 (escrita por Cullen Bunn, junho 2012)
  - The Sixth Gun #41 (escrita por Cullen Bunn, junho 2014)
  - The Sixth Gun: Dust to Dust (minissérie, escrita por Cullen Bunn, março a maio 2015)

### Dark Horse Comics
- B.P.R.D. (criada por Mike Mignola):
  - B.P.R.D.: Hell on Earth—Monsters (escrita por John Arcudi e Mike Mignola, julho-agosto 2011)
  - B.P.R.D.: Hell on Earth—Russia (escrita por John Arcudi e Mike Mignola, setembro 2011 – janeiro 2012)
  - B.P.R.D.: Hell on Earth—The Devil's Engine (escrita por John Arcudi e Mike Mignola, maio a julho 2012)
  - B.P.R.D.: Hell on Earth—The Return of the Master (escrita por John Arcudi e Mike Mignola, agosto a dezembro 2012)
  - B.P.R.D.: Hell on Earth—Lake of Fire (escrita por John Arcudi e Mike Mignola, agosto a dezembro 2013)
  - B.P.R.D.: Hell on Earth—Grind (escrita por John Arcudi e Mike Mignola, outubro 2014)
- "Deer X-ing" (conto na revista Creepy #13, escrita por Cullen Bunn, agosto 2014)
- Bad Blood (escrita por Jonathan Maberry, dezembro 2013 – maio 2014)
- Witchfinder (criada por Mike Mignola):
  - Witchfinder: The Mysteries of Unland (escrita por Kim Newman e Maura McHugh, junho a outubro 2014)
- Harrow County (criada por Cullen Bunn e Tyler Crook; lançada no Brasil com o nome Condado Maldito, pela DarkSide Books):
  - Harrow County #1–8, #10–11, #13–16, #19–32 (escrita por Cullen Bunn, maio 2015 – junho 2018)
  - Tales of Harrow County:
    - "The Bat House" (conto, setembro 2015)
    - "The Hunter" (conto, outubro 2015)
    - "Daughters" (conto, arte de Cat Farris, novembro 2015)
    - "Mold" (conto, arte de Simon Roy, dezembro 2015)
    - "Friends" (conto, arte de Jessica Mahon, fevereiro 2016)
    - "The Butcher" (conto, arte de David Rubín, março 2016)
    - "Haint Train" (conto, arte de Kate Leth, abril 2016)
    - "The Holler" (conto, arte de Kel McDonald, maio 2016)
    - "The Butler" (conto, arte de Brian Hurtt and Matt Kindt, junho a setembro 2016)
    - "Priscilla" (conto, arte de Aud Koch, novembro 2016 – março 2017)
    - "Henry" (conto, March 2018)
    - "Lovelorn" (conto, escrito por Cullen Bunn, maio 2018)

  - Tales from Harrow County:
    - Death's Choir (escrita por Cullen Bunn, arte de Naomi Franquiz, dezembro 2019 – março 2020)
    - Fair Folk (escrita por Cullen Bunn, arte de Emily Schnall, julho 2021 – outubro 2021)
- Abe Sapien (criado por Mike Mignola):
  - Abe Sapien #25 (apenas as cenas de flashback, escrita por Mike Mignola and Scott Allie, arte de Sebastián Fiumara, agosto 2015)
- Black Hammer (created by Jeff Lemire e Dean Ormston)
  - The World of Black Hammer Encyclopedia (vários ilustradores, escrita por Tate Brombal e Jeff Lemire, julho 2019)
  - Colonel Weird: Cosmagog (minissérie em 4 volumes, escrita por Jeff Lemire, outubro 2020 – janeiro 2021)
  - The Unbelievable Unteens (minissérie em 4 volumes, escrita por Jeff Lemire, agosto a novembo 2021)
- Manor Black (criado por Cullen Bunn, Brian Hurtt e Tyler Crook):
  - Manor Black (minissérie em 4 volumes, escrita por Cullen Bunn e Brian Hurtt, julho a outubro 2019)

### ComiXology
- The Stone King (minissérie em 4 volumes, escrita por Kel McDonald, novembro 2018 – maio2019)

## Prêmios
| Ano  | Prêmio                 | Categoria               | Trabalho indicado                                   | Resulto  | Ref.   |
| ---- | ---------------------- | ----------------------- | --------------------------------------------------- | -------- | ------ |
| 2012 | Russ Manning Award     | Most Promising Newcomer | Petrograd The Sixth Gun #14 B.P.R.D.: Hell on Earth | Venceu   | [ 10 ] |
| 2014 | Bram Stoker Awards     | Graphic Novel           | Bad Blood                                           | Venceu   | [ 11 ] |
| 2015 | Bram Stoker Awards     | Graphic Novel           | Harrow County – Volume 1: Countless Haints          | Indicado | [ 12 ] |
| 2016 | Eisner Awards          | Best New Series         | Harrow County                                       | Indicado | [ 13 ] |
| 2016 | Ghastly Awards         | Best Ongoing Title      | Harrow County                                       | Venceu   | [ 14 ] |
| 2016 | Ghastly Awards         | Best Artist             | Harrow County                                       | Venceu   | [ 14 ] |
| 2019 | British Fantasy Awards | Comic / Graphic Novel   | B.P.R.D.: Hell on Earth – Volume 1                  | Indicado | [ 15 ] |
| 2019 | Eisner Awards          | Best Digital Comic      | The Stone King                                      | Indicado | [ 16 ] |